# Eugenia tenuiflora
Eugenia tenuiflora är en myrtenväxtart som beskrevs av Mazine. Eugenia tenuiflora ingår i släktet Eugenia och familjen myrtenväxter. Inga underarter finns listade i Catalogue of Life.